# Salvador Allende (película)
Salvador Allende, vive en la memoria es un documental chileno dirigido por Patricio Guzmán.
El documental sigue la vida del derrocado ex presidente de Chile, Salvador Allende, desde el día en que nace, hasta el que muere (11 de septiembre de 1973), aunque se profundiza en su época como gobernante del país.
Se estrenó el 24 de septiembre de 2004 en Chile.

## Sinopsis
Se sigue la vida de Salvador Allende, desde que nació (26 de junio de 1908 en Valparaíso), hasta el día en que murió (11 de septiembre de 1973 en Santiago de Chile). Pero se centra en el período en el que fue presidente, mostrando el plan que tenía Estados Unidos, las protestas, falta de mercadería en las tiendas, llegando hasta el golpe de Estado, en donde el narrador termina diciendo:

Narrador: “Ese día, tras horas de combate, el presidente Salvador Allende Gossens se suicida, disparándose en la cabeza.

Desde ese momento hasta 1990, el país vería correr mucha sangre de gente inocente, que por pensar diferente fueron torturadas y asesinadas.”

Todo esto es gracias a fotos, videos, revistas y testimonios de personas de la época.

## Elenco
Cabe decir que el elenco son las mismas personas de la era, que son mostradas a través de fotos y videos:
- Patricio Guzmán como Narrador en español.
- Jacques Bidou como Narrador en francés (Versión francesa).
- Salvador Allende como Salvador Allende.
- Alejandro González como Alejandro "Mono" González.
- Ema Malig como Ema Malig.
- Anita como Anita.
- Víctor Pey como Víctor Pey.
- Sergio Vuskovic como Sergio Vuskovic.
- Edward M. Korry como Edward Korry.
- Isabel Allende como Isabel Allende.
- Ernesto Salamanca como Ernesto Salamanca.
- Carmen Paz como Carmen Paz.
- Claudina Nuñez como Claudina Núñez.
- Volodia Teitelboim como Volodia Teitelboim.
- Carlos Pino como Carlos Pino.
- Carlos Rossel como Carlos Rossel.
- Larris Araya como Larris Araya.
- Enrique Molina como Enrique Molina.
- Miria Contreras como Miria Contreras.
- Verónica Ahumada como Verónica Ahuamda.
- Arturo Jirón como Arturo Jirón.
- José Balmes como José Balmes.
- Gonzalo Millian como Gonzalo Millian.
- Fidel Castro como Fidel Castro.
- Henry Kissinger como Henry Kissinger.
- Richard Nixon como Richard Nixon.
- Augusto Pinochet como Augusto Pinochet.